# Pterolophia parovalis
Pterolophia parovalis là một loài bọ cánh cứng trong họ Cerambycidae.